# Desa Tebel (administrativ by i Indonesien, lat -7,68, long 112,28)
Desa Tebel är en administrativ by i Indonesien.   Den ligger i provinsen Jawa Timur, i den västra delen av landet, 600 km öster om huvudstaden Jakarta.